# Munther Abu Amarah
Munther Omar Abu Amarah (24 de abril de 1992) é um futebolista profissional jordaniano que atua como meia.

## Carreira
Munther Abu Amarah representou a Seleção Jordaniana de Futebol na Copa da Ásia de 2015.